# Khandesh (Distrikt)

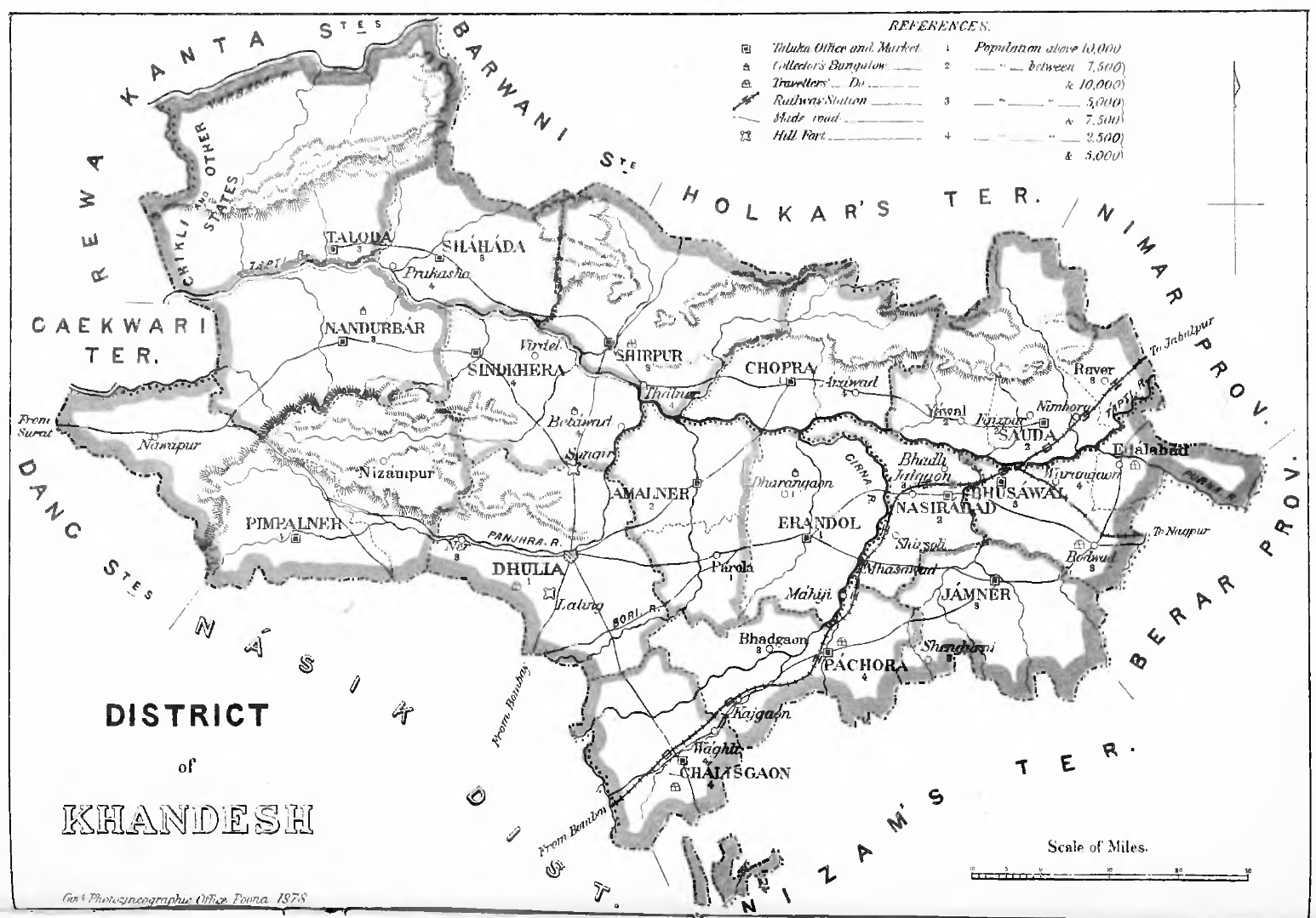
Distrikt Khandesh (1878)

Lage der heutigen Distrikte in Indien

Der Distrikt Khandesh (ख़ानदेश) ist eine zur Kolonialzeit geschaffene administrative Gliederung, die heute größtenteils Teil der Nashik Division des indischen Bundesstaats Maharashtra ist. Ebenfalls dem kolonialen District Commissioner (anfangs Collector) unterstellt waren die Dangs mit Surgana, Mewas. Der nach der britischen Eroberung der Region im dritten Mahratenkrieg eingerichtete Distrikt wurde 1906 und nach 1961 mehrfach geteilt.

## Landeskunde
Der ungeteilte Distrikt von 25905 km² lag, auf dem nördlichen Dekkan-Plateau, zwischen 20° 16' – 22° 2' N und 73° 35' – 76° 24' O. Im Norden wurde er durch das Satpuragebirge und den Narmada begrenzt. Im Osten grenzte man an Berar und den Distrikt Nemar (Central Provinces). Die Südgrenze verlief entlang der Chandor und Ajanta Hills. Westlich lagen der Distrikt Nashik, die Rewa Kantha Agency und die Fürstenstaaten Baroda und Sambara. Die Region wird vom nicht schiffbaren Tapti von Nordost nach Westen durchflossen. Die südlichen Gebiete werden durch Girna, Bori und Panjhra entwässert.
Die Berge gehen vielfach über 1000 m, wobei in den Satpuras der Toranmal 1155 mm, der Boksa Dongar 1208 m und der Ashtamba Dongar 1325 m erreichen. Die Region gehört zu heißesten Indiens, vor dem Monsun (Juni–Oktober) im Frühsommer (März bis Mitte Juni) werden regelmäßig Tagestemperaturen über 40 °C erreicht. Der Jahresniederschlag liegt bei ⌀ 6–700 mm in guten Jahren bei 900 m, davon fallen über 85 % während des Monsuns.
Die Böden, meist alluvial, dann Schwarzerden, sind, zwischen Tapti und den nördlichen Bergen, sehr fruchtbar. Leichtere, lehmige Böden, finden sich um Dhule und Sakri. Sofern die Monsunregenfälle ausreichen sind zwei Ernten jährlich möglich, zu Hunger kam es im 19. Jahrhundert 1802–1804 (kriegsbedingt), 1823–1825, 1831–1836, 1838–1839, 1845, 1869 (Heuschrecken) und 1876–1877. Verheerend waren die Hungersnöte 1896–1897 und 1900–1902. Wichtigste Anbauprodukte sind Weizen, jowar (Sorghum vulgare), bajra (Hirse: Penicillaria spicata (L.) Willd.) und Reis. Der Baumwollanbau, seit 1833/7 mit Samen aus Pernambuco begonnen, und in den nächsten Jahrzehnten staatlich gefördert, wurde zum wichtigsten cash crop. Während der Weltwirtschaftskrise wurden für Baumwolle oft Erdnüsse substituiert. Um Jalgaon wird heute etwa 3 % der Welternte an Bananen erzielt.
Das laut frühen Berichten zahlreiche Großwild, auch bedingt durch die Entwaldung der letzten zwei Jahrhunderte, wurde weitgehend ausgerottet: Elefanten und Löwen im 17. Jahrhundert, der indische Schwarzbär (Ursus labiatus) um 1890, Tiger bis zum Ersten Weltkrieg, andere Großkatzen bald danach. Die den heißen lokalen Bedingungen angepassten Thillari-Rinder geben wenig Milch, waren aber ausdauernde Zugtiere.

### Bevölkerung

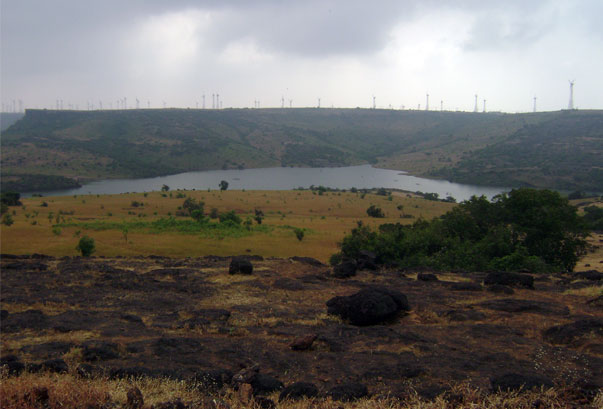
Neuer Mahabaleshwar Damm, ein Entwicklungsprojekt in der Region (2003)

Die ungenauen Volkszählungen ergaben offiziell für 1821: 418.021, 1837: 478.457 (geschätzt), 1852: 686.003, 1872: 1.030.106, gefolgt von starker Zuwanderung im folgenden Jahrzehnt, für 1881: 1.237.308, 1891: 1.434.802 und 1901: 1.427.382 Einwohner, die dann in 2614 Dörfern und 31 Städten wohnten. Sie gliederten sich zu etwa 90 % in Hindus (> 8 % Unberührbare), 8 % Moslems, < 1 % Jain, wobei die Adivasi – oft unrichtig – als Anhänger von Lokalreligionen oder Hindus eingeteilt wurden. Die meisten Bauern gehörten zur Kasten der Kunbi (1901: 330.000) und Vani (meist Gujar). Die meisten Dörfer waren bis Ende des 19. Jahrhunderts ummauert.
Die wichtigsten indigenen Völker (Adivasi) des Distrikts waren die Bhil (1901: 167.000, meist in den Waldgebieten des Satpuragebirges) und Koli (1901: 57.000).
In den nördlichen Regionen dominiert als Sprache das Gujarati in Form der Ahirani- und Khandeshi-Dialekte, die zahlreiche Lehnsworte aus dem im Süden und unter den brahmanischen Kasten verbreiteteren Marathi übernommen haben. Muslims gebrauchen Hindi.

## Geschichte
Das Gebiet kam 1296 als Ala ud-Din Khalji den Yadav-Herrscher Ramachandra besiegte, unter die Kontrolle des Sultanats Delhi, das es 1318 endgültig eroberte. 1370 entstand unter Malik Raja Faruki ein Sultanat beherrscht von der gleichnamigen Dynastie, dessen Herrschaft als Khandesh bezeichnet wurde. Die Hauptstadt war Burhanpur. Die Faruki verloren ihre Macht 1601 an Akbar I., der einen Suba Khandesh schuf. Die nach 1700 vordringenden Mahraten traten nach der Niederlage des Peshwa den verwüsteten Bezirk am 3. Juni 1818 an die Briten ab, die ihre Administratoren in der Sudder Chuttery von Dhulia installierten.

## Kolonialzeit
Für die Grundsteuererhebung wurde unter Lord Elphinstone das Ryotwari-System eingeführt. Die administrative Gliederung wurde unter Alexander Elphinstone dann 1845 geändert, der Distrikt in 16 talukas geteilt. 1860 und 1869 kam es zu kleineren Grenzveränderungen.
Die neugebaute Straße von Bombay nach Agra, die den Distrikt querte, schuf den Anfang einer modernen Infrastruktur. Die Great Indian Peninsula Railway wurde 1860 eröffnet und war ein wesentlicher Faktor, dass während des amerikanischen Bürgerkriegs der Baumwoll-Boom den Bauern kurzzeitig ein gutes Einkommen bescherte. Fast ein Viertel des Gebiets wurde Ende des 19. Jahrhunderts zu „reservierten“ Waldgebieten erklärt, deren Nutzung nur lizenzierten Unternehmern gestattet war. Teak und Sandelholzbäume wurden sämtlich zu Regierungseigentum erklärt. Diese Nutzungseinschränkung traditioneller Rechte und das sukzessive eingeführte staatliche Alkoholmonopol, dass die indigenen Völker (Adivasi) zwang, qualitativ geringwertigen, industriell hergestellten Alkohol zu kaufen, führte zur Pauperisierung dieser Gruppen und der Bauern, die sich durch die nun erzwungene Teilnahme an der Geldwirtschaft bei der Händlerklasse, in den Dörfern meist Parsen, zu Wucherzinsen verschuldeten. Der erst bedeutende Industriebetrieb war die 1874 in Jalgaon errichtete Baumwollspinnerei.

### Aufstände
Der Widerstand der Bhil wurde 1821–25 gebrochen, für sie wurden drei spezielle Bhil Agencies geschaffen und aus ihrer Mitte das Bhil Corps rekrutiert, das zur Befriedung, die noch Jahrzehnte dauerte, eingesetzt wurde. Die durch die erzwungene Einbindung in das kapitalistische Ausbeutungssystem der Kolonialherren verarmende Bevölkerung des Distrikts wehrte sich öfter als in anderen Regionen. So kam es Ende 1852 zu den Survey Riots, gegen die Neuvermessung des Landes, was wie überall in Indien zu massiven Erhöhungen der Grundsteuer führte. Die unsicheren Zustände während des Sepoy-Aufstands 1857-9 nutzten besonders die Bhil zum Plündern.

## 1906–61

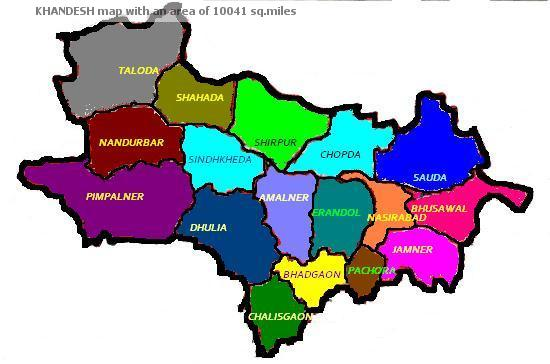
Heutige administrative Gliederung

Eine erste Teilung des Distrikts erfolgte 1906. Es entstanden East Khandesh mit dem Hauptort Jalgaon (früher Nasirabad), gegliedert in sieben Talukas und einen Markt (petha) und damals 11.723 km² auf denen ca. 960.000 Menschen die verheerenden Hungersnöte und Epidemien der vorgehenden Jahre überlebt hatten, sowie West Khandesh, mit Hauptort Dhulia, unterteilt in zehn Talukas und drei Marktflecken, das mit 14.182 km² und knapp 470.000 Einwohnern deutlich dünner besiedelt war.
Bei der ersten halbwegs demokratischen Wahl auf Provinzebene 1937 gingen von den 13 in vier Wahlkreisen zu vergebenden Sitzen sieben an die Kongress-Partei.
Die Bezirke kamen nach der Unabhängigkeit zur Provinz Bombay, einige Dörfer des Chalisgaon Thesil 1950 zum Distrikt Aurangabad. Nach der Trennung des entlang der Sprachgrenzen zum 1. Mai 1960 kamen die Bezirke, außer den Dangs (seit 1948 Distrikt), zu Maharashtra.

## Moderne Distrikte
In Maharashtra, Teil der Nashik Division bestehen:
- ehemaliges West-Khandesh: Distrikt Dhule, 13150 km², etwa 20 % bewaldet, 1971: 1,662 Mio., 1991: 2.535.715 Einwohner. Zum 1. Juli 1988 weiter unterteilt in Dhule (8061 km², 2001 1.707.947 Einw.) und Nandurbar (5035 km², 2001: 1.309.135 Einw.).
- ehemaliges Ost-Khandesh: Jalgaon, 11.765 km², 1971: 2,23 Mio., 2001: 3.682.690 Einwohner. Großstädte: Kandari, Bhusawal und Jalgaon, letztere ein wichtiger Verkehrsknoten.

Die Dangs sind heute Teil Gujarats. Einige Orte wurden Teil von Madhya Pradesh.
Am Tapti wurde bei Deepnagar (Bhusawal) ein Kraftwerk errichtet, das etwa 12 % des Strombedarfs des Bundesstaates deckt.

## Sehenswürdigkeiten
- Sri Rama Mandir (Tempel, Dhule)
- Navarata Mahalkshmi Tempel

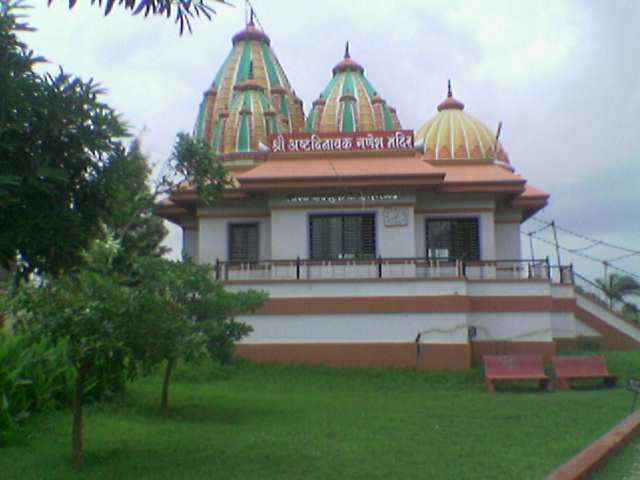
Ashtavinayak Ganesh Mandir in Damarkheda

- Changdev-Tempel im gleichnamigen Dorf[17]
- Dandapaneshwar Ganesh Mandir (Tempel, Nandurbar)
- Pilgerzentrum ist das Dorf Prakasha im Tehsil Shāhāda, wo sich auch heiße Quellen finden
- Gautameshwar Mahadeo-Tempel, am Ufer des Gomai
- Hill station am Berg Toranmal